# 특신상태
'특신상태(特信狀態)란 특별히 신빙할(믿을) 수 있는 상태를 뜻하는 형사소송법의 개념으로  전문증거가 증거능력을 가지기 위한 요건이다. 구체적으로 진술내용이나 조서 또는 서류의 작성에 허위개입의 여지가 거의 없고 그 진술내용의 신용성이나 임의성을 담보할 구체적이고 외부적인 정황이 있는 경우를 뜻한다. 영미법의 신용성의 정황적 보장과 같은 뜻으로 쓰인다.

## 판례
- 참고인의 소재불명 등의 경우에 참고인이 진술하거나 작성한 진술조서나 진술서에 대하여 증거능력을 인정하는 취지 및 이때 참고인의 진술 또는 작성이 ‘특히 신빙할 수 있는 상태하에서 행하여졌음’에 대한 증명의 정도(=합리적인 의심의 여지를 배제할 정도)[1]

## 같이 보기
- 전문법칙
- 합리적인 의심
- 대한민국 형사소송법 제308조
- 대한민국 형사소송법 제312조
- 대한민국 형사소송법 제313조
- 대한민국 형사소송법 제314조

## 참고 문헌
- 손동권, 『형사소송법』, 세창출판사, 2010. (ISBN 8984112968)